# Mitsukuriella
Mitsukuriella is een geslacht van zeekomkommers uit de familie Vaneyellidae.

## Soorten
- Mitsukuriella inflexa (Koehler & Vaney, 1908)
- Mitsukuriella squamulosa (Mitsukuri, 1912)
- Mitsukuriella unusordo Massin & Hendrickx, 2011